# Max-Planck-Institut für Physik

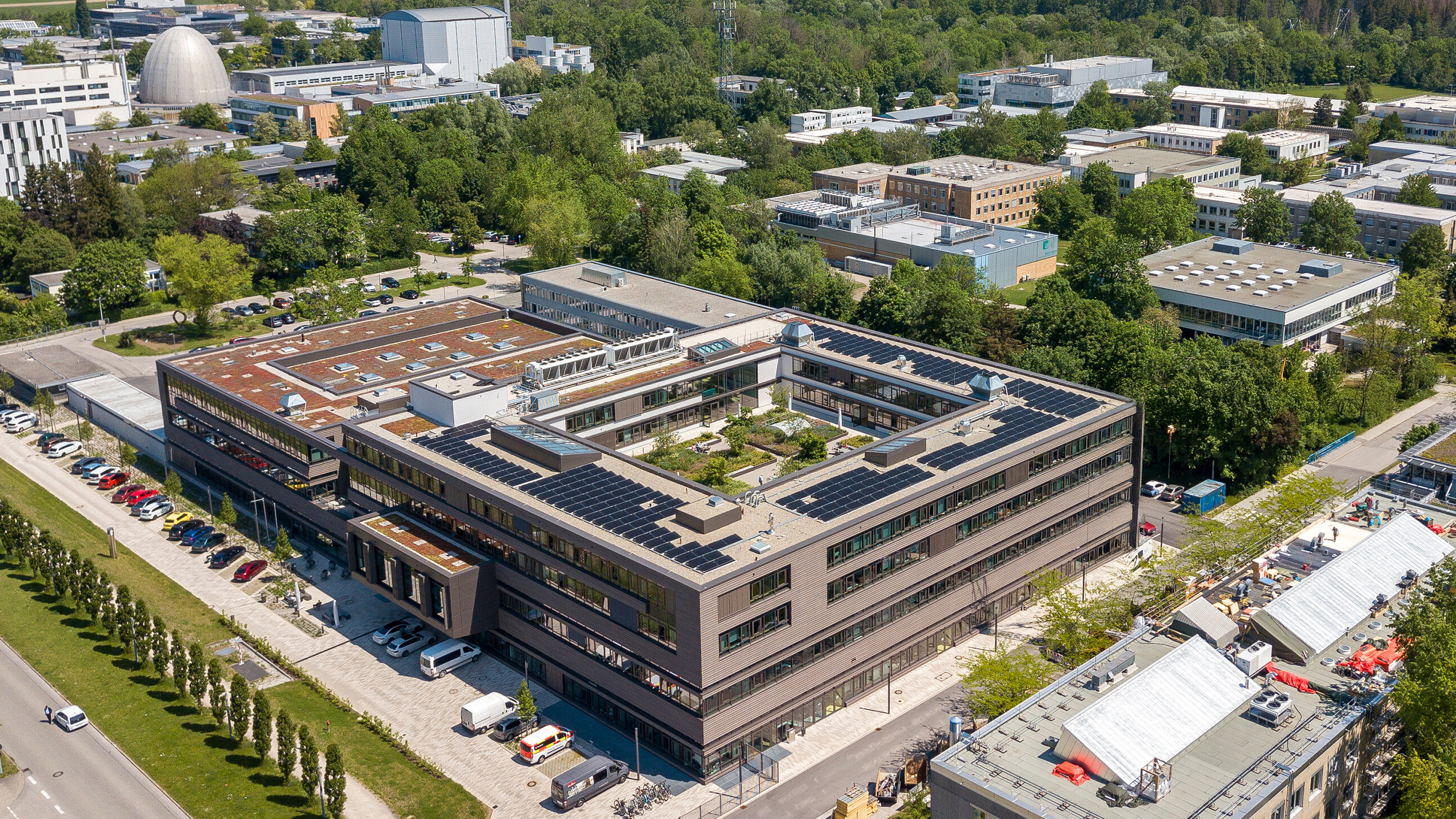
Ansicht des Max-Planck-Instituts für Physik auf dem Forschungscampus Garching

Das Max-Planck-Institut für Physik (MPP) ist eine außeruniversitäre Forschungseinrichtung unter der Trägerschaft der Max-Planck-Gesellschaft (MPG) und hat seinen Sitz in Garching bei München. Das Institut betreibt in erster Linie Grundlagenforschung im Fach der Naturwissenschaften auf dem Gebiet der experimentellen und theoretischen Elementarteilchenphysik mit Verbindungen zu Astrophysik, Kosmologie und Vielteilchenphysik. Der vollständige Name des Instituts lautet Max-Planck-Institut für Physik (Werner-Heisenberg-Institut).

## Geschichte
Das Institut wurde am 1. Oktober 1917 als Kaiser-Wilhelm-Institut für Physik in Berlin gegründet, mit Albert Einstein als Vorsitzendem eines Direktoriums bestehend aus Fritz Haber, Walther Nernst und Max Planck. Bei der Gründung besaß das Institut weder ein Gebäude noch einen eigenen Mitarbeiterstamm. Zunächst bestand lediglich ein Kuratorium, das bei der Verwaltung eines Budget zur Unterstützung von experimentellen und später auch theoretischen Forschungsarbeiten half, die an anderen Instituten durchgeführt wurden.
Der Plan von 1929 unter Max von Laue, Vizedirektor seit 1922, ein Institut für theoretische Physik einzurichten, wurde nicht verwirklicht. Nachdem Einstein 1933 zurückgetreten war, vereinbarte 1935 die Rockefeller-Stiftung mit der Regierung des Dritten Reiches, in Berlin-Dahlem ein Institut zu errichten. Im Jahr 1938 wurde das Institutsgebäude des Kaiser-Wilhelm-Instituts für Physik eingeweiht und war mit modernen Geräten für Kern- und Tieftemperaturphysik ausgestattet.
Als 1940 damit begonnen wurde, das geheime Uranprojekt einzurichten (das Institut war 1939 bis 1942 dem Heereswaffenamt unterstellt), verließ der niederländische Direktor Peter Debye das Institut und emigrierte in die USA.
Im Juli 1942 wurde Werner Heisenberg als Direktor berufen. Heisenberg erweiterte das Forschungsprogramm um die Gebiete kosmische Strahlung und Elementarteilchenphysik. Während des Zweiten Weltkrieges wurde das Institut 1943 teilweise nach Hechingen evakuiert. Kurz vor Kriegsende 1945 stand Heisenberg kurz davor, dort mit dem Forschungsreaktor Haigerloch erstmals einen Kernreaktor in den kritischen Zustand zu bringen.
Die Ausstattung des Dahlemer Instituts wurde nach Kriegsende demontiert und als Reparationsleistung in die Sowjetunion verbracht. Heisenberg, von Laue und mehrere ihrer Mitarbeiter gerieten in britische Kriegsgefangenschaft und wurden im Rahmen der Operation Epsilon in Farm Hall interniert.
Bereits 1946 kehrten Heisenberg und von Laue nach Göttingen zurück, wo sie ihr Institut unter dem Namen
Max-Planck-Institut für Physik wieder eröffnen durften. Das Forschungsprogramm umfasste Physik der kosmischen Strahlung, Elementarteilchenphysik, Teilgebiete der Kernphysik, Astrophysik und Plasmaphysik. Es gab eine Abteilung für theoretische Physik (Leitung Carl Friedrich von Weizsäcker) und für experimentelle Physik (Leitung Karl Wirtz, der von 1946 bis 1957 am Institut war).
Im September 1958 wurde das Institut an einen Standort im Münchner Norden verlegt und zum Max-Planck-Institut für Physik und Astrophysik erweitert, mit Werner Heisenberg und Ludwig Biermann als Ko-Direktoren. Das Institutsgebäude wurde nach den Plänen des Architekten Sep Ruf errichtet. Die Tochterinstitute für Plasmaphysik und extraterrestrische Physik gingen 1960 bzw. 1963 aus dem Institut hervor. Beide Institute wurden in Garching bei München angesiedelt. 1979 zog der Teilbereich „Astrophysik“ ebenfalls nach Garching um. Im April 1991 wurde das MPI für Physik und Astrophysik in drei selbständige Max-Planck-Institute aufgespalten: das Max-Planck-Institut für Physik, das Max-Planck-Institut für Astrophysik und in das Max-Planck-Institut für extraterrestrische Physik.
Am Max-Planck-Institut für Physik und Astrophysik befasste sich Heisenberg mit seinem Assistenten Hans-Peter Dürr (1978 bis 1980 und 1987 bis 1992 geschäftsführender Direktor) vor allem mit der Entwicklung seiner nichtlinearen Spinor-Feldtheorie der Elementarteilchen. Während sich diese Entwicklung als wenig erfolgreich erwies, zog das Institut bedeutende Theoretiker wie Kurt Symanzik, Harry Lehmann, Wolfhart Zimmermann (sie entwickelten in Göttingen 1955 den LSZ-Formalismus) und Tullio Regge an. Unter Heinz Billing wurden in den 1970er Jahren bedeutende Pionierarbeiten über Gravitationswellendetektoren geleistet.
Ende 2023 zog das Institut in einen Neubau am Hochschul- und Forschungszentrum Garching, da die notwendigen baulichen Erneuerungen (Sanierungen, Brandschutz, Erweiterungen) im Altbau am Föhringer Ringer nicht zu realisieren waren. Das Institut befindet sich nunmehr auf dem Campus des Max-Planck Instituts für Plasmaphysik, auch das MPI für extraterrestrische Physik und das MPI für Astrophysik liegen in unmittelbarer Nachbarschaft. Damit sind Stamm- und Tochterinstitute wieder an einem Standort vereint. Der Entwurf des Neubaus stammt vom Münchner Architekturbüro Brechensbauer Weinhart + Partner Architekten. Beim Umzug wurden circa 350 Stellen umgezogen.

## Forschung
Das Max-Planck-Institut für Physik (MPP) beschäftigt sich hauptsächlich mit den fundamentalen Bestandteilen der Materie, ihren Wechselwirkungen und ihrer Rolle in der Astrophysik und Kosmologie.
Schwerpunkte der theoretischen Arbeiten sind die Feldtheorie der starken Wechselwirkung, phänomenologische Studien der Hochenergiephysik (die Abteilung Phänomenologie wurde 2002 gegründet mit Wolfgang Hollik als Leiter, heute werden diese Arbeiten von Giulia Zanderighi fortgeführt). Zudem untersuchen die Forschenden mögliche Erweiterungen des Standardmodells der Elementarteilchenphysik und der mathematischen Grundlagen der Quantentheorie, z. B. Stringtheorie, etabliert 2003 mit Berufung von Dieter Lüst. Die Abteilung um Gia Dvali erforscht u. a. die Quantensubstruktur Schwarzer Löcher und kosmologischer Raumzeiten. Weitere Arbeiten befassen sich mit offenen Fragen der Astroteilchenphysik.
Die experimentellen Arbeiten umfassen Beteiligungen an internationalen Kollaborationen an Teilchenbeschleunigern sowie diese ergänzende Nicht-Beschleuniger-Experimente zur Teilchen- und Astroteilchenphysik. Das Institut ist unter anderem beteiligt am ATLAS-Experiment am Large Hadron Collider des CERN (ab 1999 unter Siegfried Bethke, seit Oktober 2022 unter Marumi Kado) und am MAGIC-Teleskop zur Beobachtung hochenergetischer Gammastrahlung kosmischen Ursprungs (das erste Teleskop ab 2003, das zweite ab 2009). Zudem arbeiten Wissenschaftler des Instituts an mehreren Experimenten im unterirdischen Gran-Sasso-Versuchslabor: Die Experimente CRESST (Beteiligung seit 1996) und COSINUS (im Aufbau) befassen sich mit dem Nachweis von Dunkle-Materie-Teilchen. Das LEGEND -Experiment (seit Ende 2020), Nachfolger von GERDA, sucht nach neutrinolosen Doppel-Betazerfällen. Darüber hinaus wirkt das MPP beim Aufbau des Cherenkov Telescope Array (CTA) mit. Ab 2008 ist das Institut am Belle-II-Experiment beteiligt.
Neben Betrieb und Datenanalyse an bereits existierenden Experimenten erforscht das MPP im Projekt AWAKE ab 2012 neuartige Methoden zur Teilchenbeschleunigung: In einem Plasma wird eine geladene Welle erzeugt, auf der sich Elektronen auf kurze Distanzen beschleunigen lassen. Mit dem geplanten MADMAX-Experiment (ab 2016) wollen Wissenschaftler ein bisher rein hypothetisches Teilchen, das Axion, nachweisen.

## Infrastruktur
Anfang 2019 waren insgesamt etwa 330 Mitarbeiter am Institut tätig, darunter etwa 105 Wissenschaftler sowie 110 Nachwuchs- und Gastwissenschaftler.
Das Institut verfügt über technische Fachabteilungen mit eigenen Ausbildungswerkstätten zur Entwicklung und zum Bau von experimenteller Messelektronik sowie zur Planung und Konstruktion der Experimentaufbauten.

## International Max Planck Research School (IMPRS)
Das Max-Planck-Institut für Physik betreibt gemeinsam mit der LMU München und der TU München die International Max Planck Research School on Elementary Particle Physics. Eine IMPRS ist ein englischsprachiges Doktorandenprogramm, das eine strukturierte Promotion ermöglicht. Sprecherin der IMPRS ist Giulia Zanderighi.

## Direktoren
Seit der Emeritierung Werner Heisenbergs Ende 1970 wird das Institut von einem Direktorium geleitet.
Léon Van Hove, Hans-Peter Dürr, Norbert Schmitz, Ulrich Stierlin, Gerd Buschhorn, Leo Stodolsky, Wolfhart Zimmermann, Julius Wess, Friedrich Dydak, Volker Soergel waren die Direktoren des Instituts.
Das derzeitige Direktorium (Stand 2022) besteht aus Siegfried Bethke (Emeritierung 31. Dezember 2022), Allen Caldwell, Gia Dvali (auch Dwali), Johannes Henn, Marumi Kado, Dieter Lüst, Masahiro Teshima  sowie Giulia Zanderighi.

## Sonstige Bedeutende Mitarbeiter
Bedeutende Mitarbeiter (soweit nicht schon oben erwähnt) waren:
- Reimar Lüst
- 1953–1956 Rudolf Schulten
- Klaus Gottstein
- Rudolf Kippenhahn
- Hans Peter Nilles